# Edificio Cuadrado
El Edificio Cuadrado o Casa Rusa situado en la calle Guillem de Castro número 49 de la ciudad de Valencia (España) es una construcción iniciada en el año 1930 con proyecto del arquitecto Joaquín Rieta Síster.

## Edificio
El edificio es un proyecto del arquitecto valenciano Joaquín Rieta Síster iniciado en el año 1930 y finalizado en 1933 a instancias de los hermanos José María y Manuel Cuadrado. Su estilo arquitectónico es el art déco valenciano. Es popularmente conocido como la Casa Rusa.
El edificio consta de planta baja y tres alturas destinadas. Hace chaflán con la calle Gandia número 2. La planta baja será destinada al comercio de los conocidos Almacenes Cuadrado y almacén de muebles. Las tres plantas superiores serán destinadas a viviendas para los trabajadores de su comercio. Fue construido en el solar que ocupaba el Convento de las Monjas de Belén, después de su derribo. 
Los propietarios, los hermanos Cuadrado, deseaban construir una tienda-almacén para los Almacenes Cuadrado y proporcionar a sus empleados viviendas modernas y cómodas a un precio económico. En la tercera planta se ubicaba también una pensión para los empleados solteros que no tenían descendencia. Las viviendas eran austeras pero de gran tamaño, con tres o cuatro habitaciones.
Es la aportación valenciana más importante de la época a la vivienda social. El arquitecto Joaquín Rieta adaptará las experiencias arquitectónicas soviéticas en viviendas sociales, de ahí que popularmente adquiriese el nombre de la Casa Rusa, a las características valencianas y a las necesidades de sus propietarios.
Destacan en su conjunto elementos de estilo art déco como la singular utilización del ladrillo visto. Esta técnica singular fue ya utilizada por el arquitecto con anterioridad en el Cine Capitol de Valencia, finalizado solo tres años antes y con el que guarda algunas características comunes, al igual que con el edificio Cervera o el edificio Gil, todos del mismo autor. El estado actual del edificio es de abandono con un evidente peligro de derribo en un futuro.